# 파스칼 오비어
파스칼 오비어(Pascal Aubier, 1943년 1월 7일 ~ )는 프랑스의 배우, 영화 감독, 각본가, 영화 프로듀서, 영상 편집자, 텔레비전 배우이다.
파리에서 태어났다.

## 영화
- 컴 온 (2000년)
- 가스코뉴의 아들 (1995년)
- 나비 사냥 (1992년)
- 헤밍웨이 (1988년)
- 달의 애인들 (1984년)
- 미치광이 피에로 (1965년)